# Юки (язык)
Юки (Bia, Yuki, Yuqui) — индейский язык, который относится к группе тупи-гуарани языковой семьи тупи, на котором говорит народ юки, проживающий в районе реки Чиморе; на предгорьях к северу от Кочабамба в Боливии.
Данный живой язык не следует путать с мёртвым языком юки, который принадлежит языковой семье юки-ваппо и на котором раньше говорили в штате Северная Калифорния в США.